# Eunicicola insolens
Eunicicola insolens is een eenoogkreeftjessoort uit de familie van de Eunicicolidae. De wetenschappelijke naam van de soort is voor het eerst geldig gepubliceerd in 1913 door T. & A. Scott.